# Musiconn – Für vernetzte Musikwissenschaft

musiconn-Logo

Unter dem Namen musiconn – Für vernetzte Musikwissenschaft betreibt die Bayerische Staatsbibliothek (BSB) in Kooperation mit der Sächsischen Landesbibliothek – Staats- und Universitätsbibliothek Dresden (SLUB) den Fachinformationsdienst Musikwissenschaft. Das Angebot umfasst neben Serviceleistungen für die Fachcommunity auch den Ausbau der wissenschaftlichen Informationsinfrastruktur sowie die überregionale Informations- und Literaturversorgung der musikwissenschaftlichen Spitzenforschung.

## Geschichte und Organisation
Das seit 1949 existierende „System der überregionalen Literaturversorgung von Wissenschaft und Forschung“ verfolgt als Kooperationsmodell der führenden wissenschaftlichen Bibliotheken Deutschlands das Ziel, der Forschung in Deutschland in allen Fachbereichen die gesamte, international veröffentlichte Spezialliteratur zur Verfügung zu stellen. Föderal organisiert, wird das deutsche und fremdsprachige Kulturerbe so in einer verteilten nationalen Forschungsbibliothek gesammelt und gepflegt. Vor allem in den großen deutschen Bibliotheken haben sich über die Jahrzehnte bzw. Jahrhunderte Sammelschwerpunkte herausgebildet, an denen sich das verteilte System der überregionalen Literaturversorgung orientiert. Dieses kooperative Erwerbungsprofil, das alle Wissenschaftsfächer abdeckt, wird übergreifend von der Deutschen Forschungsgemeinschaft (DFG) organisiert. So wird sichergestellt, dass in Deutschland jedes wissenschaftlich relevante Buch in mindestens einem Exemplar vorhanden und insbesondere verfügbar ist: Alle Mitglied-Institutionen der verteilten nationalen Forschungsbibliothek (23 Staats- und Universitätsbibliotheken und drei zentrale Fachbibliotheken) haben sich verpflichtet, ihren gesamten Spezialbestand deutschlandweit zur Verfügung zu stellen. Mit der Einrichtung des von der DFG geförderten Sondersammelgebiets Musikwissenschaft an der Bayerischen Staatsbibliothek und der daraus resultierenden Verpflichtung zur überregionalen Literaturversorgung wurde die Erwerbung der Notendrucke und der Literatur über Musik auf die außereuropäischen Länder ausgedehnt.
Als Teilmodul des Sondersammelgebiets Musikwissenschaft wurde 2004 die Virtuelle Fachbibliothek Musikwissenschaft (ViFaMusik) gegründet. Das Online-Informationsportal diente mittels der Bereitstellung von Quellen und Materialien in erster Linie der musikwissenschaftlichen Recherche. Auf- und ausgebaut wurde die ViFaMusik unter Einbeziehung der musikwissenschaftlichen Fach-Community von der Bayerischen Staatsbibliothek, dem Staatlichen Institut für Musikforschung in Berlin und der Gesellschaft für Musikforschung.
Auch um auf die Veränderungen im Informations-, Kommunikations- und Publikationswesen zu reagieren, wurde von der Deutschen Forschungsgemeinschaft 2012 das Förderprogramm „Fachinformationsdienste für die Wissenschaft“ ins Leben gerufen. Gerade im Bereich der spezialisierten Literatur ergeben sich neue Anforderungen an eine Informationsstruktur: Dabei liegt ein Fokus vor allem auf der Bereitstellung digitaler Angebote und Infrastrukturen. Die endgültige Ablösung des musikwissenschaftlichen Sondersammelgebiets durch den Fachinformationsdienst Musikwissenschaft fand im Januar 2014 statt. Seine vorrangige Aufgabe ist es, jeder Wissenschaftlerin und jedem Wissenschaftler in Deutschland – unabhängig von ihrem oder seinem Standort – direkten Zugriff auf Spezialliteratur und forschungsrelevante Informationen zu ermöglichen. Vor allem gegenüber den bestehenden Angeboten wissenschaftlicher Bibliotheken soll ein Mehrwert geschaffen werden – so wird auch die ViFaMusik zum Fachportal für den FID Musikwissenschaft ausgebaut.
Anfang 2017 stieß zu Beginn der 2. Förderphase des FID Musikwissenschaft die Sächsische Landesbibliothek – Staats- und Universitätsbibliothek Dresden (SLUB) als Projektpartner hinzu. Die qualifizierte Informationsversorgung des FID Musikwissenschaft beinhaltet den gedruckten wie den elektronischen Bestandsaufbau inklusive deren Bereitstellung und Langzeitarchivierung. Darüber hinaus werden bewährte Module der Virtuellen Fachbibliothek Musikwissenschaft (ViFaMusik) in den FID Musikwissenschaft integriert und weiterentwickelt sowie neue Angebote aufgebaut. Der ViFaMusik-Blog wurde durch das neue Format musiconn.kontrovers abgelöst.
Die Angebote des FID Musikwissenschaft werden seit Januar 2018 unter der neuen Marke „musiconn – Für vernetzte Musikwissenschaft“ zusammengefasst, weiterentwickelt und im Online-Portal musiconn.de zur Verfügung gestellt. Die Realisierung und Weiterentwicklung von musiconn wird beratend begleitet vom Beirat des Fachinformationsdienstes Musikwissenschaft und einem International Advisory Board.

## Recherche
Im Zentrum des musiconn-Portals steht die musikwissenschaftliche Recherche. Das musiconn-Recherchetool bündelt alle Angebote des Fachinformationsdienstes Musikwissenschaft und bietet Zugriff auf 18 hochwertige und aktiv ausgewählte musikwissenschaftliche Datenquellen, darunter auch die Musik- bzw. Notenkataloge der Bayerischen Staatsbibliothek, des Deutschen Musikarchivs und der British Library.

## Angebot und Service
musiconn.de bietet über verschiedene Sucheinstiege Zugang zu Online-Angeboten:

### FID-Lizenzen
Im Auftrag der Deutschen Forschungsgemeinschaft (DFG) ist im DFG-geförderten System der „Fachinformationsdienste für die Wissenschaft“ (FID) ein Kompetenzzentrum für die Lizenzierung elektronischer Ressourcen (KfL) entstanden. Betrieben wird das KfL von der Niedersächsischen Staats- und Universitätsbibliothek Göttingen (SUB Göttingen), der Staatsbibliothek zu Berlin (SBB), der Bayerischen Staatsbibliothek (BSB) und der Verbundzentrale des GBV (VZG). Die Aktivitäten werden von der SUB Göttingen koordiniert.
Das KfL agiert bundesweit als Serviceprovider, um die FID bei der Wahrnehmung ihrer Aufgaben zu unterstützen. Neben der Verhandlung, Lizenzierung und überregionalen Bereitstellung digitaler Medien gehören auch die Entwicklung geeigneter Lizenz- und Geschäftsmodelle, das Management der mit den Lizenzen erworbenen Daten und der Aufbau entsprechender Mehrwertdienste zum Service-Portfolio. Die Angebote des Kompetenzzentrums werden bedarfsorientiert und im direkten Kontakt mit den Fachinformationsdiensten weiterentwickelt.
Auch im Rahmen des FID Musikwissenschaft werden fachrelevante elektronische Ressourcen lizenziert und für den berechtigten Nutzerkreis bereitgestellt. Diesem gehören alle persönlichen Mitglieder der Gesellschaft für Musikforschung (GfM) und der Gesellschaft für Musiktheorie (GMTH) an. Einzelpersonen ohne Anbindung an eine der genannten Institutionen haben die Möglichkeit, sich unter Angabe eines wissenschaftlichen Forschungsinteresses über die Bayerische Staatsbibliothek zu registrieren um die lizenzierten Angebote des FID Musikwissenschaft nutzen zu können.
Neben Noten- und Volltextdatenbanken stehen den registrierten Nutzern dort auch Streaming-Dienste kostenlos zur Verfügung, deren Angebote sowohl Audio- als auch Video-on-Demand umfassen.

### RISM-OPAC
Das Internationale Quellenlexikon der Musik – Répertoire International des Sources Musicales (RISM) – ist ein länderübergreifendes, gemeinnützig orientiertes Unternehmen mit dem Ziel, die weltweit überlieferten Quellen zur Musik umfassend zu dokumentieren. Die erfassten musikalischen Quellen sind handschriftliche oder gedruckte Noten, Schriften über Musik und Textbücher. Sie werden in Bibliotheken, Archiven, Klöstern, Schulen und Privatsammlungen aufbewahrt. Der Online-Katalog von RISM, der RISM-OPAC wird im Rahmen des Fachinformationsdienstes Musikwissenschaft an der Bayerischen Staatsbibliothek betrieben und enthält über 1,3 Millionen recherchierbare Datensätze. Seit seiner Freischaltung im Jahr 2010 wird der Katalog fortwährend weiterentwickelt und um neue Suchmöglichkeiten und -funktionen erweitert.

### RIdIM
Die deutsche Arbeitsstelle des „Répertoire International d'iconographie Musicale“ (RIdIM) besteht seit 1979 innerhalb der deutschen Arbeitsgruppe von RISM und ist an der Münchner RISM-Arbeitsstelle an der Bayerischen Staatsbibliothek angesiedelt. Als Teilbereich des Internationalen Verbunds RIdIM zur Verzeichnung und Erschließung von Musik- und Tanzdarstellungen im Bereich der bildenden Kunst und des Kunsthandwerks werden v. a. Objekte aus größeren Museen, Sammlungen und Bibliotheken in Deutschland katalogisiert. Zur Veröffentlichung bzw. Präsentation der Daten wurde im Rahmen des Fachinformationsdienstes Musikwissenschaft eine Internetpräsenz aufgebaut, welche mittels einer Suchmaske die Recherche in rund 20.000 Objekten ermöglicht.

### Webarchivierung von Internetressourcen
Die dauerhafte Archivierung von musikwissenschaftlich relevanten Quellen aus dem Internet ist seit 2014 Teilprojekt des Fachinformationsdienstes Musikwissenschaft. Musikwissenschaftliche Web-Inhalte, die aufgrund der ständigen Wandelbarkeit des Internets oft nur temporär zur Verfügung stehen, können mittlerweile als wissenschaftliche Quellen verstanden werden und werden deshalb (unter Voraussetzung der Genehmigung der Rechteinhaber) in regelmäßigen Abständen kopiert und der musikwissenschaftlichen Forschung weltweit in einem chronologischen Webarchiv zugänglich gemacht. Diese Langzeitarchivierung ermöglicht die vollständige Darstellung und Nutzung einer Website – dauerhaft und unabhängig vom Zeitpunkt ihrer Veröffentlichung und insbesondere ihrer etwaigen Abschaltung.

### musiconn.scoresearch
musiconn.scoresearch ist eine an der Bayerischen Staatsbibliothek entwickelte Anwendung zur optischen Erkennung von Notentexten. Das prototypische Verfahren durchsucht digitalisierte Notendrucke aus dem Bestand der BSB auf Übereinstimmungen mit den Melodien bzw. Tonfolgen der Sucheingabe. In Anlehnung an die Optische Zeichenerkennung (OCR) kommt hier der Begriff Optical Music Recognition (OMR) zum Tragen.

### musiconn.performance
Als zentrales Erfassungs- und Recherchetool für musikalische Aufführungsereignisse ermöglicht musiconn.performance die Zusammenführung und Vernetzung der Ergebnisse verschiedener Projekte aus dem Bereich der musikalischen Aufführungspraxis. Da „music performance ephemera“ (Dokumente im Umfeld von Aufführungsereignissen, wie Programmzettel, Konzertankündigungen, Rezensionen u. Ä.) zu den zentralen Quellen der Musikwissenschaft gehören und ihre Bedeutung in den verschiedensten Forschungskontexten ständig wächst, sie jedoch oft nur zufällig überliefert wurden, soll musiconn.performance künftig als übergreifend durchsuchbare Datenbank und zentraler Sucheinstieg ausgebaut werden.

### Neuerwerbungsdienst
Über den Neuerwerbungsdienst der Bayerischen Staatsbibliothek können sich Nutzer über Neuanschaffungen aus dem Bereich Musik informieren. Dabei steht zum einen der klassische Weg eines Online-Recherchetools zur Verfügung, über welches direkt nach Themen, Regionen oder Epochen in einem wählbaren Anschaffungszeitraum gesucht werden kann. Außerdem existiert eine Abonnement-Funktion, mittels derer sich der Nutzerkreis regelmäßig per E-Mail über Neuzugänge benachrichtigen lassen kann. Ausgegeben werden kann so optional eine vollständige Liste aller neuerworbenen Medien oder eine individuelle Auswahl der persönlichen Interessensgebiete.

### Wunschbuch-Service
Der Wunschbuch-Service der Bayerischen Staatsbibliothek ermöglicht es Nutzern Vorschläge für zu erwerbende Medien einzureichen. Nach einer positiven Prüfung durch die Fachabteilung werden die entsprechenden Medien in den Katalog aufgenommen und zur Verfügung gestellt. Für musikwissenschaftliche Bedarfe ist es möglich, diese Wünsche direkt über das musiconn-Portal vorzubringen. Nutzern können sich dort per Formular Bücher, Zeitschriften, Webinhalte, Notendrucke und die nähere Fokussierung auf ein Forschungsfeld wünschen. 

### Newsletter
Seit November 2021 veröffentlicht der FID Musikwissenschaft in unregelmäßigen Abständen einen Online-Newsletter.

## Community

### Institutsdatenbank
Die Institutsdatenbank bietet einen Überblick über die musikwissenschaftlichen und musikpädagogischen Institute im deutschsprachigen Raum.

### Dissertationsmeldestelle
Die Dissertationsmeldestelle erfasst und koordiniert die in Österreich, der Schweiz und Deutschland durchgeführten musikwissenschaftlichen Dissertations- und Habilitationsvorhaben. Meldungen aus anderen europäischen Ländern liegen vereinzelt vor. Darüber hinaus werden seit 1998 auch Doktorarbeiten, die im Bereich der Musikpädagogik entstehen, in die Datei aufgenommen. Seit 2017 gibt es außerdem die Möglichkeit, Abstracts zu den Dissertationsprojekten einzureichen, die zusätzliche Informationen über die Inhalte der Arbeiten bereitstellen.

### musiconn.kontrovers
Als Teil des Fachinformationsdienstes Musikwissenschaft stellt der Weblog musiconn.kontrovers eine Gesprächsplattform für Musikwissenschaftler aller Teildisziplinen dar. Das Ziel ist die sachliche Debatte über Kernfragen des Fachs. Dabei spielt die Hierarchie des akademischen Systems keine Rolle, sowohl etablierte Größen als auch der wissenschaftliche Nachwuchs sollen zu Wort kommen.

## Publikation
Zu den zentralen Dienstleistungen einer modernen Forschungsbibliothek gehört der Betrieb von Dokumentenservern, die der Bereitstellung und langfristigen Sicherung wissenschaftlicher Open-Access-Publikationen dienen. Neben institutionell definierten Repositorien, die von Universitäten und anderen Forschungseinrichtungen betrieben werden und den wissenschaftlichen Output ihrer Forscher dokumentieren, gewinnen fachlich definierte Dokumentenserver an Bedeutung, die der institutionsübergreifenden Sammlung hochwertiger Wissenschaftspublikationen dienen. In solchen Fachrepositorien können prinzipbedingt deutlich größere Mengen an Veröffentlichungen zugänglich gemacht werden, als dies bei institutionellen Repositorien der Fall ist.

### musiconn.publish
Das Online-Repositorium musiconn.publish, betrieben von der SLUB Dresden, dient der kostenfreien elektronischen Publikation, dem Nachweis und der langfristigen Archivierung von musikwissenschaftlicher Fachliteratur und steht Autoren des genannten Fachgebiets kostenfrei zur Verfügung. Mögliche Inhalte sind dabei u. a.:
- Dissertationen/Habilitationen
- Konferenz- und Tagungsberichte
- Institutionelle Schriftenreihen
- Unselbstständige Publikationen
- Zeitschriften

musiconn.publish beschränkt sich dabei nicht auf Erstveröffentlichungen, sondern ermöglicht auch Zweit- und Hybridveröffentlichungen. Die Qualitätssicherung der verzeichneten Fachliteratur wird von einem Gutachtergremium garantiert, welches sowohl die inhaltliche als auch die institutionelle Breite des Faches abdeckt. Alle Inhalte erhalten persistente Identifikatoren und werden fachgerecht langzeitarchiviert.
Die Verschränkung verschiedener Veröffentlichungssysteme ermöglicht dabei auch die Präsentation multimedialer Inhalte, beispielsweise die Verlinkung von Tonbeispielen in auf musiconn.publish veröffentlichter Sekundärliteratur.

### Dokumentenserver der Bayerischen Staatsbibliothek
Im Zentrum für Elektronisches Publizieren (ZEP) werden die Aktivitäten der Bayerischen Staatsbibliothek beim Aufbau mehrerer fachlich definierter Dokumentenserver gebündelt und in enger Zusammenarbeit mit dem Referat Informationstechnologie und dem Münchener Digitalisierungszentrum koordiniert. Gegenwärtig wird auch für das Fachgebiet Musikwissenschaft eine neue technische Basis für den Betrieb von Dokumentenservern geschaffen. Der Auf- und Ausbau erfolgt in enger Zusammenarbeit mit dem Fachinformationsdienst Musikwissenschaft und gewährleistet so eine hohe Sichtbarkeit der Inhalte in Suchmaschinen, eine stabile Verlinkung über persistente Identifikatoren, eine fachliche Erschließung gemäß bewährten Standards und Normen sowie eine nachhaltige Sicherung in Langzeitarchiven.